# アイソレーション・タンク

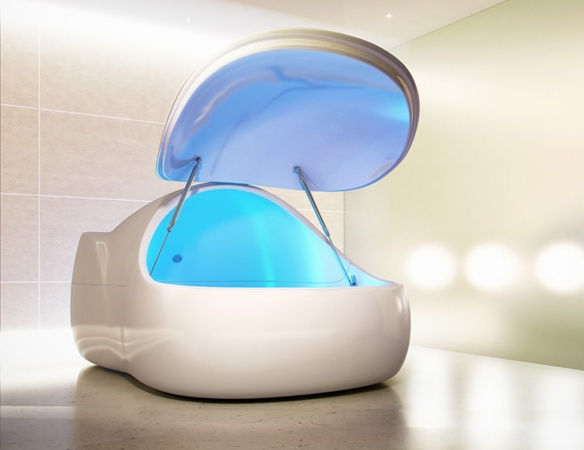
ポッド（Pod）と呼ばれる新型のタンクで、車のドアのように開閉し、光や音楽を流すこともできる。

アイソレーション・タンク（Isolation tank）は、感覚を遮断するための装置であり、光や音が遮られた空間で、皮膚の温度に保たれた高濃度のエプソムソルトの塩水に浮かぶことで、皮膚感覚や重力の感覚を大きく制限することができる。リラックスを目的として、また心理療法や代替医療として使われている。1990年代以降はヨーロッパを中心にフローティング・タンク（floating tank）と呼ばれることが多い。遮断タンク、瞑想タンク、サマディ・タンクとも呼ばれる。
アメリカ国立精神衛生研究所（NIMH）にて研究していたジョン・C・リリー（John C.Lilly）が、1954年に感覚遮断の研究のためにタンクを考案した。1950年代には感覚遮断の研究から注目され、体験は次第に神秘体験と比較されるようになった。1980年代には、リリー博士をモデルとした映画『アルタード・ステーツ』を機に一般にも流行した。また、スポーツ選手のイメージトレーニングや単に学習のためにも用いられている。近年再び注目が集まり、タンクを所有する施設が増加している。研究はタンクの体験によって、ストレスや不安を軽減し、線維筋痛症の痛みや睡眠を改善することを示しているが、その研究規模が小さいとも指摘されている。

## 呼称
感覚遮断（Sensory Deprivation）を行うために開発されたタンクであり、またアイソレーション（Isolation）の語は分離、隔離、孤立を意味する。感覚遮断タンク、遮断タンク、隔離タンクとも呼ばれる。
アイソレーション・タンク、フローティング・タンク、サマディ・タンク、瞑想タンクとも呼ばれる。サマディ・タンク（Samadhi Tank）は、1972年にリリー博士の指導によって設立された会社名でもある。
日本国外でも、フローテーションタンク（Floatation Tank）、フローティングバス（Floating Bath）、無重力タンク（Zero Gravity Tank）など様々に呼ばれる。

## 歴史
1950年代には様々な感覚遮断の研究が行われた。その研究では防音の部屋で半透明のゴーグルをかけるといった方法がとられていたが、アメリカ国立精神衛生研究所（NIMH）の研究者であったジョン・C・リリー（John C.Lilly、1915 - 2001年）が、より完全な感覚遮断を実現するためにタンクを開発した。リリーは、カリフォルニア工科大学にて生物学と物理学、ペンシルベニア大学にて医学を学び、大脳を電極で刺激する研究を行っていた。
当時神経生理学の一般的な学説では、脳が覚醒しているのは外的な刺激があるためであると考えられていた。もし脳への刺激が無くなったら脳は寝てしまうと主張された。リリーはこれに対して、外的な刺激がなくても覚醒し続けるという仮説を持って、それを実証しようとタンクを開発し、研究に応用した。
タンクの研究から10年ほど経ち、リリーは政府機関の研究者として合法的に、LSDまたケタミンという幻覚剤を、タンク内で使用する研究を試みるようになる。リリーが「ガイド」と呼ぶ高次の生命体に、宇宙の進化を見せられるなど研究は一変した。またその後には、大きな脳を持ち水に浮いている生物としてのイルカとのコミュニケーションを試みる研究へと移った。
1967年ごろには、NIMHへの最終報告書である「ヒューマン・バイオコンピューターにおけるプログラミングとメタプログラミング」が執筆され、後に一般にも販売されている。またこの頃の研究はリリーの著書『意識の中心』にも描かれている。
それまでタンクの情報は一般に広く知られるものではなかった。リリーの開いたタンク体験のワークショップに参加したグレン・ペリーは、1972年に数個の木製の初期のタンクを開発し、翌年それが売れることになる。リリーが最初に作ったタンクは、呼吸管のあるマスクつけて水中にあおむけになり、顔を沈めて浮かぶというものであった。ペリーはタンクに改良を施し、海水の代わりに大量のエプソムソルト（硫酸マグネシウム）を使い、わずか30センチの水の深さがあれば裸で浮かぶことができるという画期的なものであった。このタイプのタンクを、リリーも自宅に3基設置した。リリーはその事業にサマディの名前を提案し、そのサマディ・タンク社は、1979年にビバリーヒルズに5つのタンクのセンターを構え、世界ではじめてタンクの事業を始めることとなっていった。サマディ・タンク社のよく知られたタンクは箱型のプラスチックでできた型である。サマディ・タンク社は、農村部の生活を楽しむためにカリフォルニア州グラスバレーに移った。
1970年代後半にブリティッシュコロンビア大学のピーター・スードフェルド（Peter Suedfeld）とロデリック・ボーリー（Roderick Borrie）は、アイソレーション・タンクの治療的な応用についての研究を始めた。そして否定的な意味合いのある感覚遮断の語の替わりに、この技術に環境刺激制限技法（REST:Restricted Environmental Stimulation Technique/Therapy）と名付けた
。また、ピーターは、IRIS (国際REST調査協会、International REST Investigators Society）の初代会長を務める。
1977年にはリリーの著書『深淵の自己』（邦訳なし）が発売され、翌年にはタンクの体験と考察の『サイエンティスト』が発売される。同1978年、パディ・チャイエフスキーが映画の下となる小説『アルタード・ステーツ』を出版。翌1979年には、リリー博士をモデルとした映画『アルタード・ステーツ/未知への挑戦』が公開され、タンクの中で幻覚性植物を摂取した世界が描かれた。1980年代はセレブが所有し、センターも劇的に増加した。
ジョン・レノンの未亡人オノ・ヨーコや、俳優のロビン・ウィリアムズ、また個人ではなくダラス・カウボーイズとフィラデルフィア・イーグルスといった有名なフットボールチームが所有していることが伝えられた。ノーベル物理学者のリチャード・ファインマンの1985年の著書『ご冗談でしょう、ファインマンさん』でも、リリーとの親交とタンクでの幻覚体験が取り上げられている。しかし、流行を始めたエイズの（パニック的な）懸念から、プールなど水の共用が恐れられアメリカでは多くのセンターが閉鎖した。
1990年代に入り、ヨーロッパを中心にフローティング・タンクと名称を変え隆盛を再び迎えるようになった。フロートワークス社は、既にあるタンクの問題点を改良するため1993年からタンクを製造し、その結果、I-sopodが開発された。LED照明と音楽プレーヤーを備え、安全設計にも配慮されている。
晩年のリリー博士は、マウイ島で暮らしてそこにタンクを設置していた。リリーは2001年に死去する。
2010年代には、ヨーロッパでのほうが普及しているが、アメリカでも人気が復活している。アメリカでは2011年には85のセンターがあったが、2015年には267センターへと再び流行の兆しを見せている。オレゴン州ポートランドでは、毎年、フロート・カンファレンスが開かれるようになり、研究者が講演を行っている。ヨーロッパでは100を超えるフロートセンターがあり、特にスウェーデンでは国策として120カ所のフロートセンターが設置されている。

### 日本
1981年4月、タンクがはじめて日本に輸入された時、立花隆は『週刊文春』のグラビアページにて体験を取材する企画を経て、ニュースキャスターの田丸美寿々との体験談が掲載されたということである。そのように、ジャーナリストの立花隆は1994年のその著書、『臨死体験』にて触れている。
日本では1980年代後半、トランスパーソナル心理学を日本に紹介していた、C+Fコミュニケーションズの関連施設として、日本で初めてのアイソレーション・タンク施設が東京の原宿にオープンする。また、四谷のスダック・スポーツクラブに設置されたこともあった。吉祥寺のトータル・リコール研究所にもタンクが設置されていたが、それは1991年から火災により焼失する1995年までである。立花隆や吉本ばななが、大衆誌でも体験を掲載してとりあげている。
2002年東京の港区白金に会員制のサロンがオープンし大衆紙で取り上げられるが、2011年閉鎖に到る。このサロンの代表は、1992年にリリー博士との親交を深め、マウイ島のリリーの自宅でタンクを初体験するなど、リリー直伝とされていた。
2007年には、前野隆司がその著書『錯覚する脳』において、白金のサロンでの自分と研究室の学生3人の体験記を載せている。『ご冗談でしょう、ファインマンさん』や『臨死体験』を読み興味を持ったことを記している。
一般に利用できるアイソレーション・タンクはその他に神戸や八王子、川崎、白金（前述のサロンとは別）にも一時存在した。現在一般に利用できるアイソレーション・タンクは東京の自由が丘・池袋・江東区東雲、長野県の軽井沢、岡山、、福岡、沖縄などに存在する。この他、個人所有のアイソレーション・タンクも存在する。
日本ではアイソレーション・タンクを利用できる施設が少なく知名度もまだまだ低いが、アイソレーション・タンクの普及と教育などを目指す団体として、2012年4月に日本フローテーションタンク協会が設立、また2016年8月には一般社団法人フロートタンク協会が設立されている。

## タンクのデザイン
アイソレーション・タンクは、密閉できる容器である。タンクには約25cmの深さで浅く温水がはられ、この温水は高純度のエプソムソルト（硫酸マグネシウム）が溶かされている。その濃さは死海、あるいはグレートソルトレイクを遥かに上回り、ヒトが横たわれば浮かんでしまう。
視覚的には、タンクの扉を閉めると完全な闇になり、目を開けているかさえも分からない状態となる。聴覚的にも、タンクは防音であり、耳栓もすれば音は全く聞こえなくなる。皮膚感覚においても、タンクの水温は肌の表面温度に保たれているため、温かくも冷たくもなく肌と水の境目も分からなくなる。新型のタンクは光や音楽を流すことも出来る。明るくするために扉を閉めないということも可能である。
さらに自由になるのは深部感覚であり、体が浮くことで重力による圧力を感じなくなる。ジョン・C・リリーはこう述べている。
「一日中顔を突き合わせている重力から解放されます。神経活動の約90%は、どこに重力があるのか、どちらの方向に働いているのか見きわめること、そして、どう動けば倒れずにすむのかを考えることで占められています。タンクで浮き始めると、それまでずっとしてきた、あらゆる重力計算から即座に解放されるため、今まで分散されてきた意識の集中（無意識も含む）が解放され、それらのすべてが一つのことに向かい集中されることに気づくはずです。（中略）それはまるで、月と地球のどこか中間に浮かんでいて、自分にかかる引力が何もないような状態です。もちろん、動けば、すぐに自分がどこにいるのかはわかります。けれども、動かなければ、周りの世界はすべて消え、事実上、自分の体をまったく感じなくなるのです」
こうして瞑想が何らかの技法を用いて到達しようとしている感覚を、容易に達成することができる。瞑想では様々な要素も変化しやすく、真に瞑想状態にあるのかを見極めるのも困難であるが、タンクでは再現可能な客観的な研究を行いやすくデータが蓄積されてきた。

## 用途
通常、1時間の使用がほとんどである。最後の20分にアルファ波やベータ波からシータ波に脳波が移行することがある。シータ波は就寝前や起床前に見られる脳波であるが、このタンクの中では意識が飛ぶことなくシータ波が数分間観測される。
瞑想的な状態では遅いアルファ波から時にはシータ波が観測され、これは自他の境界の消失、融合などの絶対的一者の体験とされる。変性意識状態の節も参照。

### リラクゼーション
フローティングは、リラクゼーションと考えられている。深いリラクゼーションをもたらし、日常のリラックス同様に助けになる。また別の利点は（重力による）圧力の軽減である。2014年に報告されたランダム化比較試験では、64人の被験者で研究され、ストレス、最も痛い痛み、不安、抑うつを減少させ、睡眠の質と楽観性が向上していることが見いだされた。通常の痛みでは、筋肉の緊張以外が原因であり、変化はなかった。

### スポーツ選手の利用
スポーツ選手、特にスキーなどオフシーズンのあるスポーツにとっても、心でイメージを描くイメージ・トレーニングは近年重要視されている。タンクはイメージを描くためだけでなく、身体のリラックスのためにも用いられている。
アイソレーション・タンクでは、外的刺激に費やされている脳のエネルギーを心の中の視覚イメージに用いることで、効果的なリハーサルを可能とするとされる。1980年代から用いられており、近年でも、リラックス、肉体の回復、また痛みの緩和のために人気が復活している。アーチェリーの選手に関する研究がある。
アイソレーション・タンクをカール・ルイスも使用したと言われ、参加した4種目全てで金メダルを受賞した。
また喫煙や食べ過ぎのための認知療法に、タンクによるイメージトレーニングを利用しているという報告もある。

### 創造性・瞑想
タンクによるフローティングは睡眠と覚醒をコントロールする技術であり、覚醒した意識の中での夢見を可能にする。前述のシータ波に近い徐波状態では、鮮やかな映像が脳内に描写され、瞑想の熟達者が体験しうる意識状態に近いといわれる。
研究者のスードフェルドが、毎日瞑想を行っているという禅の師範にアイソレーションタンクでの体験を聞いたところ、瞑想によって年に1度達することができる水準であったと述べた。

## 変性意識状態
フローテーション中の変性意識状態についての研究では以下のように報告された。最も一般的な経験は、時間感覚を失うことである。身体イメージの変容も珍しくない。視覚の変容は時々であり、体験者は夢との類似性を報告したが、またそれは覚醒中の出来事としても起こる。また少数では音楽を聴くこともあった。日常の認識が変わる体験も生じることがある。胎内における出来事のような体験も少数では起こっていた。少数では、一体化した感覚など、個人の感覚を超えたトランスパーソナル体験が起きていた。
Kjellgrenも2003年に、RESTの研究の概括的な報告を行っており、そのタイトルは、『フローテーションRESTの体験―意識、創造性、主観的なストレスと痛み』であり、変性意識状態にも重点を置いている。

## 治療研究
こうした技法は、ピーター・スードフェルド（Peter Suedfeld）により、感覚遮断の語の替わりに、環境刺激制限技法（REST:Restricted Environmental Stimulation Technique/Therapy）と名付けられた。そしてタンクを用いたものはフローテーションREST（Flotation REST）と呼ばれている。
スードフェルドによれば、自律神経系が関与するような、不眠、ストレス症状、筋骨格系の機能不全、慢性頭痛などといった問題に有望であったということである。彼はその研究成果をまとめ1980年に著作を出版する。1990年にも、同じくスードフェルドらによって出版されている。1993年にはRESTの国際会議からまとめられた書籍が出版されている。

### ストレスの軽減
多くの研究が、フローティングには大きなストレス軽減効果があると示している。オハイオ医科大学、ローレンス大学、ウィスコンシン州アップルトン、セント・エリザベス病院、そしてブリティッシュコロンビア大学で行われた一連の研究では、定期的にフローティングすると、心拍数、酸素消費量、ストレスに関連した血液中の生化学物質（コルチゾール、副腎皮質刺激ホルモン、乳酸塩、アドレナリン）レベルの低下がみられた。コルチゾール、副腎皮質刺激ホルモンが変化したという研究がある。
2005年のメタアナリシスでは、低いコルチゾールやアドレナリンの濃度、血圧が下がるといった生理学的な効果、また幸福感に対して肯定的な影響があることが結論され、有益なストレス管理法になることが示唆された。
研究では、それら生化学物質はセッションのあと数日間、場合によっては何週間も、低レベルに抑えられていることが示された。血管拡張作用があるため、高血圧が緩和されるだけでなく、脳への血流も増加し、このことが、心的機能を増大させ、新たな脳組織の形成、ニューロンの育成、樹状突起の伸長・接合量の増加、新皮質の厚さ・重量の増加を助けていることが推測されている。

### ストレスの軽減 /フローティング効果の持続
我々は一定レベルのストレスに耐えられるようになっている。その抵抗力の差は脳の視床下部プログラムに依存していると考えられている。視床下部は外からのストレスに対して、体がその均衡を維持するのを助けるように働く、ホメオスタティック・メカニズムの中枢があると考えられている。
オハイオ医科大学の神経内分泌学者ジョン・ターナーおよび心理学者トム・ファインの研究によると、フローティングの効果は、ストレス性のコルチゾル等の生化学物質レベルを大きく下げるだけでなく、体験者が最後のフローティング後、何日もストレス性化学物質の低下が続く効果がある。これについて上記ターナーとファインは、フローティングには、内分泌に関わるホメオスタティック・プログラムのセットポイントを変える力があり、視床下部からの影響が、結果的に副腎のストレス反応の低下を経験することになり、リラクゼーションの高まりに繋がる、と結論づけた。フローティングによる効果は、単なる一時的なものではなく、代謝、ホメオスタシスのセットポイントを変化させ、逃走逃避反応を本質的に弱め、ストレスに対する抵抗力を増す方法となる。

### 痛み
ストレス関連の痛みだと診断された患者にRESTを用いた治療を行った研究を探索した報告が存在する。リウマチの痛み、月経前の痛み、線維筋痛症、むち打ち関連障害といった状態に効果を示す研究が見つかった。
線維筋痛症
アイソレーション・タンクの全身の筋肉の弛緩作用と、精神の緊張緩和によるリラクゼーション作用が線維筋痛症の疼痛緩和作用があると言われている。
慢性筋緊張性頭痛
1991年に報告された研究では、31症例が4つの処置のうち1つに参加した。それぞれ4週間、1時間半〜2時間のセッションを行った。
1. 対照群/暗い部屋のベッドで積極的に3種類の治療処置群
2. アイソレーション・タンクで浮いている群
3. リラクゼーション、筋弛緩運動
4. アイソレーション・タンクに筋弛緩運動を加えた群

全体が有意に頭痛が改善した。6か月のフォローアップで4の群57%が継続改善した。2の群と3の群は25%が平均25%の継続改善であった。対照群1は治療の終了から34%悪化した。
ストレス性、燃え尽き症候群によるうつ病による筋痛症に対する効果
32名のストレス関連性の筋痛症、そのうち16名は燃え尽き症候群によるうつ病と診断された。アイソレーション・タンクによる6週間〜12週間のプログラムで、参加者は血圧の低下、痛み、不安、抑うつ、ストレスと否定的な感情を低下させて、ならびに、楽観性、エネルギーと肯定的な感情を増加させた。フローティングはストレス関連の痛みを伴う治療に際して、有効な非侵襲性治療であることが結論された。

### 気分や不安の障害
日本における文献はないが、1960年代からの研究により、慢性的な精神的なストレスと肉体的ストレスの間には高い関連があり、慢性的な高いストレスはうつ病の原因となることが知られている。アイソレーション・タンクの精神的、肉体的なリラクゼーション作用はストレス緩和に有効であり、感情のバランスを整え、うつ病を予防する作用があると考えられる。
全般性不安障害に対する46人の参加者（薬物療法とは限らない既存の治療との並行）でのランダム化比較試験は、12セッションの後、治療群は症状が有意に低下しそのうち37%は寛解し、6か月後にも維持されていることが分かった（診断基準を満たしていないいわゆる治癒）。否定的な影響は見られなかった。治療抵抗性であるとみなされているこの障害の一部の被験者が寛解に達したことは興味深いとコメントされている。

## 副作用
アイソレーションタンクは30%～40質量%の高濃度の塩を用いるため、浸透圧が非常に高く肌にヒリヒリするような痛みを生じることがある。
この質量濃度は死海のそれに匹敵するがエプソムソルトは塩化ナトリウムのおよそ倍のモル質量なのでモル濃度及び浸透圧は死海の半分程度であり死海に比べればまだ肌への刺激は小さい。

## 登場作品
映画
- 『アルタード・ステーツ/未知への挑戦』（英: Altered states） - アメリカのSF映画（1979年）。
- 『ナイトメアは欲情する』（英: Vanishing Waves） - リトアニアのサスペンス／ミステリーSF映画（2012年）。

小説
- 『ガニメデ支配』（米:Philip K Dick & Ray Nelson）

- 『ISOLA  13番目の人格（ペルソナ）』（日本:貴志祐介） - 多重人格をテーマとしたSF小説（1999年）。
- 『銀河英雄伝説』- 作中にてアイソレーション・タンクをモデルにしたと思われる「タンク・ベッド」という装置が登場。中に入り感覚を遮断した状態で1時間浮かぶだけで8時間の熟睡に匹敵する心身のリフレッシュ効果を得られるが、精神的疲労の回復はあまり出来ないという弱点がある。

その他
- ウルトラQ dark fantasy - 第14話劇中にて怪獣リリーが発生した原因として、アイソレーション・タンクが登場した。
- FRINGE (テレビドラマ) - 第1話および第2話で、主人公が死亡した恋人の意識に潜入するために使用する。
- serial experiments lain - 第9話にて、アイソレーション・タンクの感覚遮断実験によりジョン・C・リリー博士が宇宙的存在者（地球暗号統制局）に遭遇した旨が解説されている。
- ストレンジャー・シングス シーズン1 パート7にてイレブンがウィルとバーバラを見つけるために使用する。